# لورا كيرك
لورا كيرك (بالإنجليزية: Laura Kirk)‏ هي ممثلة أمريكية، ولدت في 1966 في الولايات المتحدة.

## وصلات خارجية
- لورا كيرك على موقع IMDb (الإنجليزية)
- لورا كيرك على موقع قاعدة بيانات الفيلم (الإنجليزية)